# Ichneumon annularis
Ichneumon annularis là một loài tò vò trong họ Ichneumonidae.